# Geraldine Brooks (attrice)
Geraldine Brooks, all'anagrafe Geraldine Stroock Schulberg (New York, 29 ottobre 1925 – Riverhead, 19 giugno 1977), è stata un'attrice statunitense.

## Biografia
La sua trentennale carriera di attrice è culminata con le nomination per un Emmy Award nel 1962 e un Tony Award nel 1970. Era sposata con l'autore Budd Schulberg.

## Filmografia

### Cinema

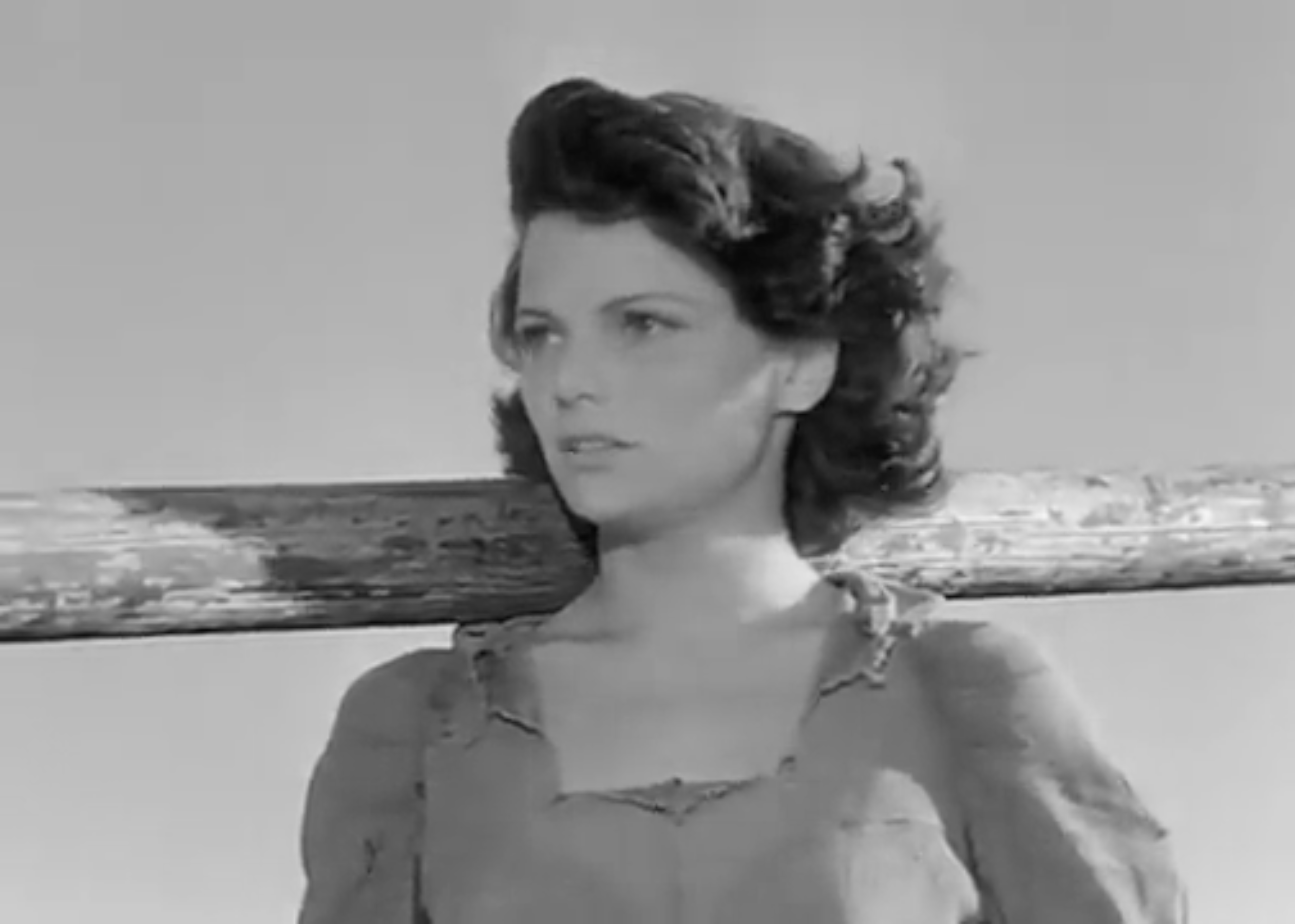
Geraldine Brooks nel film Vulcano (1950)

- Anime in delirio (Possessed), regia di Curtis Bernhardt (1947)
- Il grido del lupo (Cry Wolf), regia di Peter Godfrey (1947)
- Il delitto del giudice (An Act of Murder), regia di Michael Gordon (1948)
- Embraceable You, regia di Felix Jacoves (1948)
- I fratelli di Jess il bandito (The Younger Brothers), regia di Edwin L. Marin (1949)
- Sgomento (The Reckless Moment), regia di Max Ophüls (1949)
- Il ritorno di Lassie (Challenge to Lassie), regia di Richard Thorpe (1949)
- Ho sognato il paradiso, regia di Giorgio Pàstina (1950)
- Vulcano, regia di William Dieterle (1950)
- Il guanto verde (The Green Glove), regia di Rudolph Maté (1952)
- La strada dei peccatori (Street of Sinners), regia di William Berke (1957)
- Johnny Tiger, regia di Paul Wendkos (1966)
- Colpisci ancora Joe (Mr. Ricco), regia di Paul Bogart (1975)

### Televisione

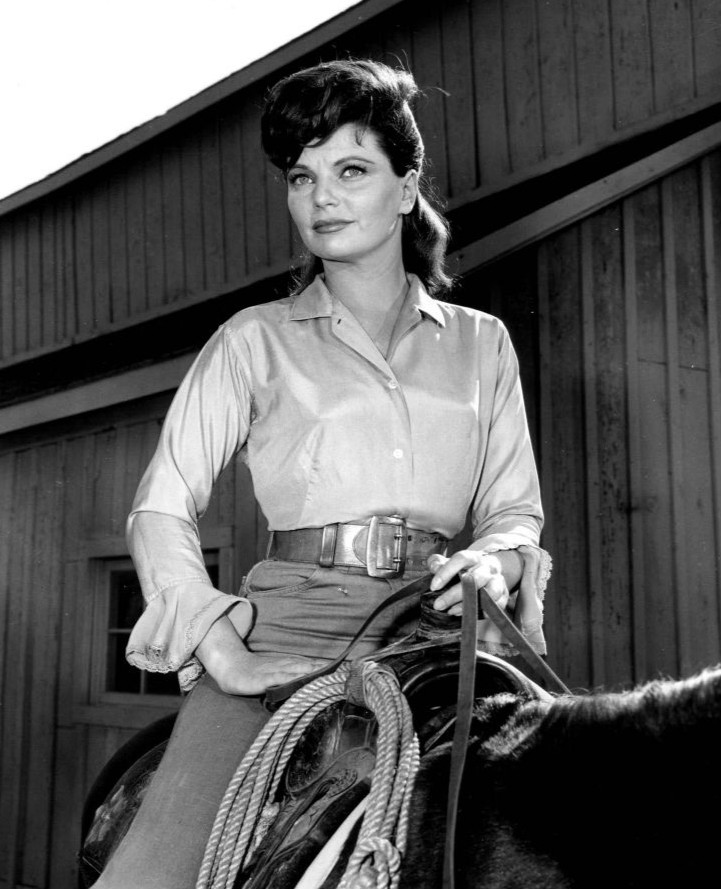
Geraldine Brooks nella serie TV Il virginiano (1963)

- The Ford Theatre Hour – serie TV, 1 episodio (1949)
- The Magnavox Theatre – serie TV, 1 episodio (1950)
- The Silver Theatre – serie TV, 1 episodio (1950)
- Lights Out – serie TV, episodio 4x11 (1951)
- Danger – serie TV, 1 episodio (1951)
- Starlight Theatre – serie TV, 1 episodio (1951)
- Armstrong Circle Theatre – serie TV, 2 episodi	(1951-1953)
- Lux Video Theatre – serie TV, 2 episodi (1952)
- Broadway Television Theatre – serie TV, 1 episodio (1953)
- Woman with a Past – serie TV, 1 episodio (1954)
- Studio One – serie TV, 3 episodi (1954-1956)
- The United States Steel Hour – serie TV, 4 episodi (1954-1961)
- Climax! – serie TV, episodio 1x20 (1955)
- Appointment with Adventure – serie TV, 3 episodi (1955-1956)
- La città in controluce (Naked City) – serie TV, 1 episodio (1960)
- Have Gun - Will Travel – serie TV, episodio 3x28 (1960)
- Johnny Staccato – serie TV, episodio 1x17 (1960)
- Richard Diamond (Richard Diamond, Private Detective) – serie TV, 1 episodio (1960)
- Bus Stop – serie TV, episodio 1x11 (1961)
- Avventure in paradiso (Adventures in Paradise) – serie TV, episodio 2x22 (1961)
- Bonanza – serie TV, 2 episodi (1961-1966)
- Sam Benedict – serie TV, 1 episodio (1962)
- Perry Mason – serie TV, 1 episodio (1962)
- Lotta senza quartiere (Cain's Hundred) – serie TV, episodio 1x29 (1962)
- General Electric Theater – serie TV, episodio 10x28 (1962)
- The Greatest Show on Earth – serie TV, episodio 1x14 (1963)
- The Crisis (Kraft Suspense Theatre) – serie TV, 1 episodio (1963)
- Kraft Mystery Theater – serie TV, 1 episodio (1963)
- La parola alla difesa (The Defenders)  – serie TV, 1 episodio (1963)
- Combat! – serie TV, 1 episodio (1963)
- Laramie – serie TV, 1 episodio (1963)
- The Dick Powell Show – serie TV, episodio 2x24 (1963)
- Fred Astaire (Alcoa Premiere) – serie TV, 1 episodio (1963)
- Stoney Burke – serie TV, 1 episodio (1963)
- The Outer Limits – serie TV, 2 episodi (1963-1964)
- Il fuggiasco (The Fugitive) – serie TV, 3 episodi (1963-1967)
- Il virginiano (The Virginian) – serie TV, 2 episodi (1963-1968)
- Mr. Novak – serie TV, episodio 2x13 (1964)
- Il dottor Kildare (Dr. Kildare) – serie TV, 1 episodio (1964)
- The Nurses – serie TV, episodio 2x17 (1964)
- Ben Casey – serie TV, 2 episodi (1964-1966)
- Daniel Boone – serie TV, 1 episodio (1965)
- Insight – serie TV, 3 episodi (1965-1969)
- Get Smart – serie TV, 1 episodio (1966)
- Hawk l'indiano (Hawk) – serie TV, episodio 1x03 (1966)
- Gunsmoke – serie TV, 1 episodio (1966)
- A Man Called Shenandoah – serie TV, episodio 1x20 (1966)
- Ai confini dell'Arizona (The High Chaparral) - serie TV, episodio 1x12 (1967)
- The Danny Thomas Hour – serie TV, episodio 1x07 (1967)
- I giorni di Bryan (Run for Your Life) - serie TV, episodio 2x18 (1967)
- Ironside – serie TV, 1 episodio (1967-1972)
- Mannix – serie TV, 1 episodio (1968)
- Reporter alla ribalta (The Name of the Game) – serie TV, 1 episodio (1968)
- To Rome with Love – serie TV, 1 episodio (1969)
- Operazione ladro (It Takes a Thief) – serie TV, 1 episodio (1969)
- The Outsider – serie TV, episodio 1x22 (1969)
- Tony e il professore (My Friend Tony) – serie TV, 1 episodio (1969)
- Al banco della difesa (Judd for the Defense) – serie TV, 1 episodio (1969)
- Love of Life – serie TV, 1 episodio (1971)
- You Are There – serie TV, 1 episodio (1971)
- Marcus Welby (Marcus Welby, M.D.) – serie TV, 1 episodio (1971)
- Dan August – serie TV, 1 episodio (1971)
- Le strade di San Francisco (The Streets of San Francisco) – serie TV, 1 episodio (1972)
- The ABC Afternoon Playbreak – serie TV, 1 episodio (1973)
- Barnaby Jones – serie TV, 1 episodio (1973)
- Cannon – serie TV, 1 episodio (1973)
- Kung Fu – serie TV, 1 episodio (1973)
- Faraday (Faraday and Company) – serie TV, 4 episodi (1973-1974)
- McMillan e signora (McMillan & Wife) – serie TV, 1 episodio (1975)
- Lotta per la vita (Medical Story) – serie TV, 1 episodio (1975)
- Ellery Queen - serie TV, episodio 1x03 (1975)
- Baretta – serie TV, 1 episodio (1976)
- The Dumplings – serie TV, 10 episodi (1976)
- Executive Suite – serie TV, 3 episodi (1976)

## Doppiatrici italiane
- Dhia Cristiani in Anime in delirio, Il delitto del giudice
- Rina Morelli in Vulcano, Sgomento
- Rosetta Calavetta in Il guanto verde, La strada dei peccatori
- Lydia Simoneschi in Ho sognato il paradiso
- Rita Savagnone in Ellery Queen